# Stor-Råvattnet
Stor-Råvattnet är en sjö i Nordmalings kommun i Ångermanland och ingår i Leduåns huvudavrinningsområde. Sjön har en area på 0,161 kvadratkilometer och ligger 188,2 meter över havet.

## Delavrinningsområde
Stor-Råvattnet ingår i det delavrinningsområde (707794-166733) som SMHI kallar för Utloppet av Vångsjön. Medelhöjden är 205 meter över havet och ytan är 13,16 kvadratkilometer. Räknas de 18 avrinningsområdena uppströms in blir den ackumulerade arean 134,34 kvadratkilometer. Avrinningsområdets utflöde Leduån mynnar i havet. Avrinningsområdet består mestadels av skog (74 procent). Avrinningsområdet har 1,68 kvadratkilometer vattenytor vilket ger det en sjöprocent på 12,7 procent.